# ثراء الأنواع

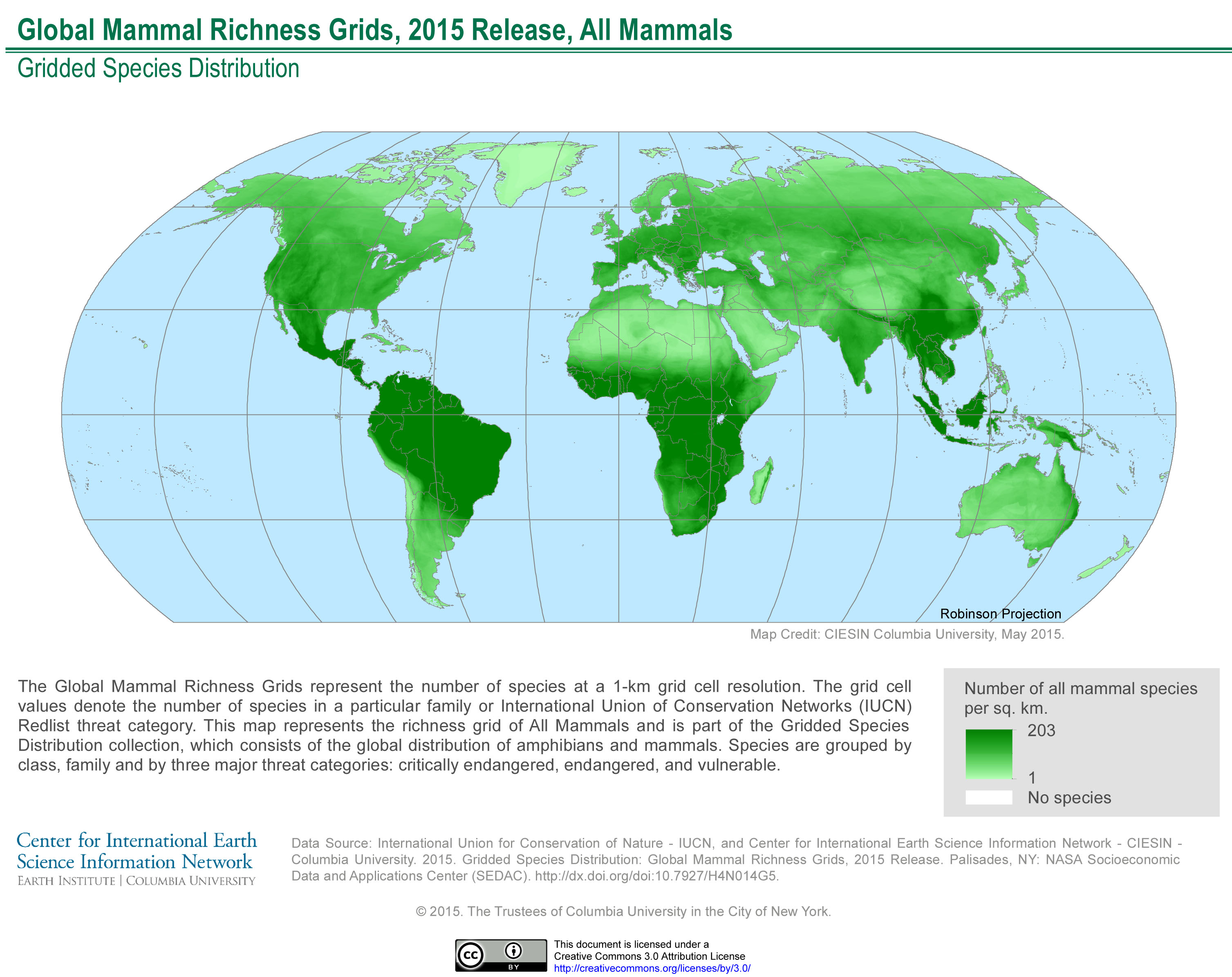

ثراء الأنواع (بالإنجليزية: Species richness)‏، هو عدد الأنواع التي تُرَكب المُجتمع البيئي أو الصورة أو المنطقة البيئية. إن تحديد ثراء الأنواع في منطقةٍ مُحددة يتم من خلال عدّ الأنواع المُختلفة الموجودة في وحدات العينة في الميدان العام، حيث يتم استخدام نتائج الوحدات من أجل تقدير ثراء الأنواع في المنطقة كلها. وبسبب ضيق الوقت وقلة المعرفة وقلة الموارد المالية في مجال علم التصنيف لا يتم تعداد جميع تعداد جميع الأنواع إنما فقط مجموعات معينة وُجدت ممثلة أو أن العلماء يعتقدون بأنها ممثلة لمجموعات إضافية من التنوع الحيوي.